# Jøssing-fjord

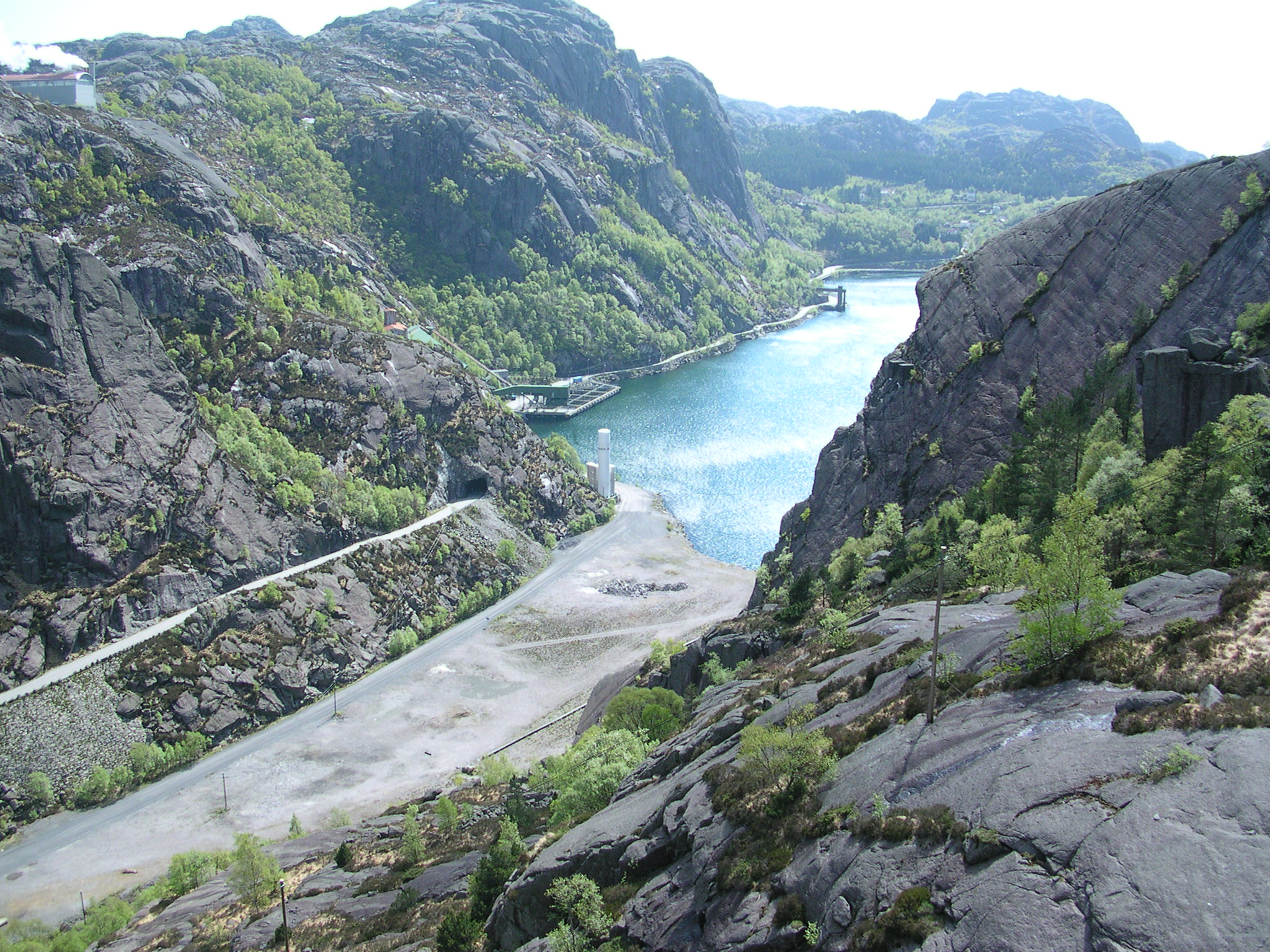
a Jøssing-fjord 2006-ban

A Jøssing-fjord (norvégul Jøssingfjorden) egy Sokndal községhez tartozó fjord Rogaland megyében, Norvégiában. A három kilométer hosszú, keskeny fjord vize mély és hegyek veszik körbe. Négy kilométerre fekszik délkeletre a törvényhatóság központjától, Haugétól. Délkeleti oldalán található pár település: Li, Vinterstø, és Bu falvak. Délkeleti partján fut egy út, mely éles hajtűkanyarokkal vezet le a hegyekből a partra és déli ill. északi irányban vezet el a fjordtól.
Norvégia legnagyobb titán-bányája, a Tellnes-bánya a innen négy kilométerre északkeletre található a hegyekben és a Titania nevű cég üzemelteti. A fjord kikötőhelyként szolgál a cég számára. A Nedre Helleren erőmű (Nedre Helleren kraftverk) a fjord végében található. Az elektromos áramot magasan a hegyekben lévő tavak vízének tengerszintre való leengedéséből állítják elő. Az 1907-ben üzembe helyezett erőmű pótlására építették meg újabban a Jøssingfjord kraftverket. 
A fjord végében található a kis Helleren farm mely jelenleg elhagyatottan áll. Kétoldalt meredek sziklafallal határolt keskeny völgy határolja, másik két oldalán pedig omladék illetve maga a fjord határolja. A sziklák egyikének alapjában egy nyolc méter magas rés van, ami egy sziklamenedéket (norvégul heller) képez. Ebből ered a farm neve is. A farmot megőrizték és jelenleg a Dalane Folkemuseum (népi múzeum) tulajdonában áll.

## Történelem
A második világháború során itt játszódott le az Altmark-incidens 1940. február 16-17-én, mikor brit rombolók a német haditengerészet szolgálatában álló Altmark tartályhajó ellen támadást indítottak, majd az éjszaka során a Cossack kiszabadította a fedélzetén fogva tartott foglyokat, melyeket még a Graf Spee nehézcirkáló ejtett a dél-atlanti vizeken. Az akció során a fegyvertelen német tengerészek közül nyolcan veszítették életüket, többeket akkor lőtték le, mikor menekülés közben a jeges vízben vagy már a parton voltak. A Cossack könnyebben megrongálódott, mikor a tartályhajó le akarta gázolni, az Altmark pedig akkor sérült meg súlyosabban, mikor a legénysége partra futtatta. Az eset Norvégia semlegességének súlyos megsértése volt, ami miatt rövidebb időre megromlott a két ország viszonya.
Az ország német megszállása után a Jøssing szót használta a németbarát sajtó a szövetségesekkel szimpatizáló ellenállók megjelölésére mintegy ellentétpárként a Quislingre, melyet azok a németbarát norvégokra alkalmaztak és azóta az áruló szinonimájává vált Norvégiában. A Jøssing kifejezést 1943-tól nem használták a médiában, mivel az egyre inkább pozitív jelentéssel párosult a nép körében. A legismertebb illegális norvég újság is a Jøssingposten (A Jøssingpost) nevet kapta az incidens után.

## Galéria

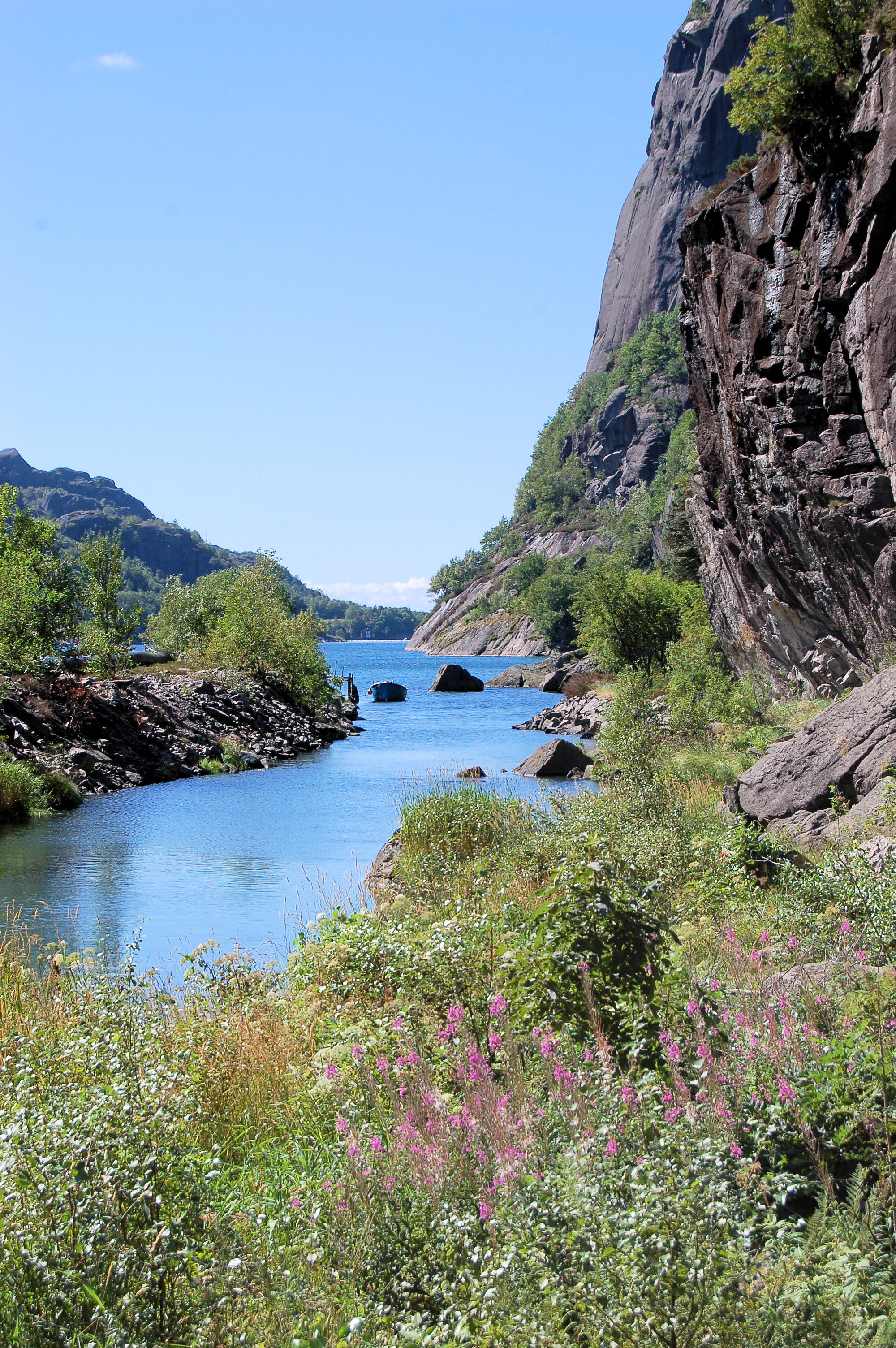
a fjord vége
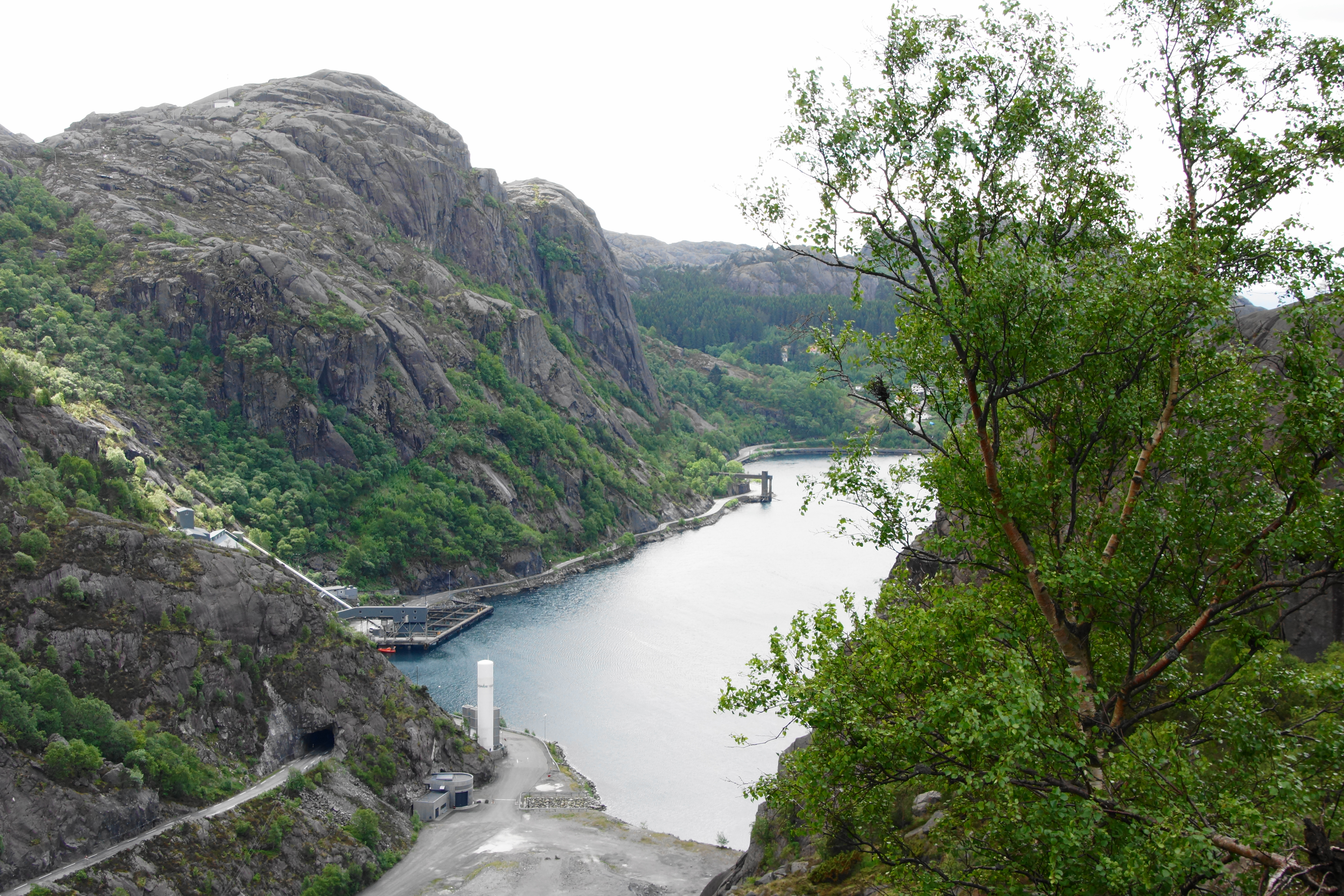
a fjord vége a berakókikötővel
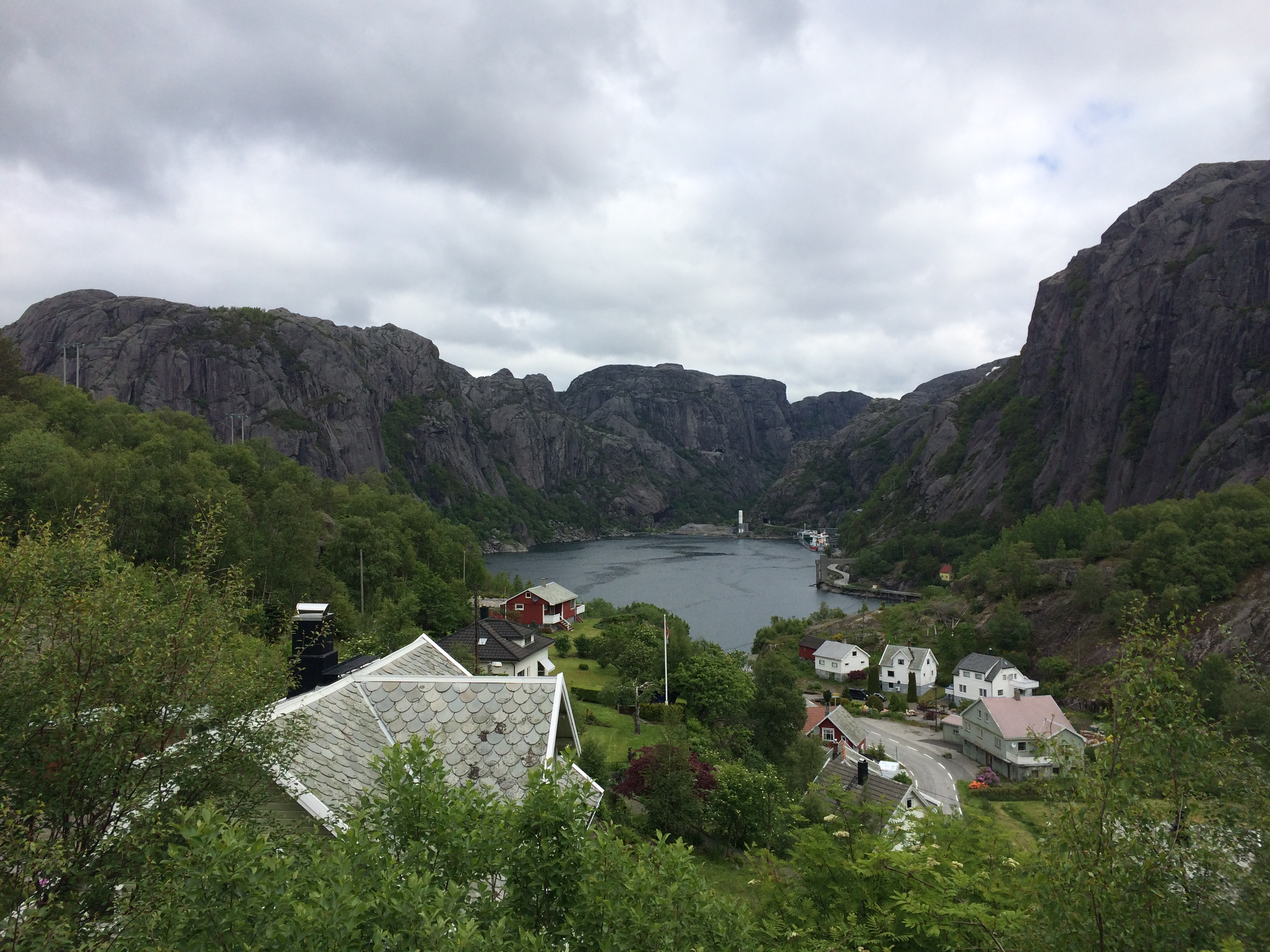
a látkép a fjord belső része felé az előtérben Vinterstø településsel

## Linkek
- Helleren és a Jössingfjord aVisit Norway honlapon
- 3D Satellite view of the Jøssingfjord at Live Virtual Earth 3D
- Satellite view of the Jøssingfjord at Google maps

## Fordítás
- Ez a szócikk részben vagy egészben  a   Jøssingfjord című angol Wikipédia-szócikk ezen változatának fordításán alapul.  Az eredeti cikk szerkesztőit annak laptörténete sorolja fel. Ez a jelzés csupán a megfogalmazás eredetét és a szerzői jogokat jelzi, nem szolgál a cikkben szereplő információk forrásmegjelöléseként.